# Aisy-sur-Armançon
Aisy-sur-Armançon is een gemeente in het Franse departement Yonne (regio Bourgogne-Franche-Comté) en telt 264 inwoners (2004). De plaats maakt deel uit van het arrondissement Avallon.

## Geografie
De oppervlakte van Aisy-sur-Armançon bedraagt 18,5 km², de bevolkingsdichtheid is 14,3 inwoners per km².
De onderstaande kaart toont de ligging van Aisy-sur-Armançon met de belangrijkste infrastructuur en aangrenzende gemeenten.

## Demografie
Onderstaande figuur toont het verloop van het inwonertal (bron: INSEE-tellingen).